# Veggiano
Veggiano är en ort och kommun i provinsen Padova i regionen Veneto i Italien. Kommunen hade 4 768 invånare (2018).